# Perce Blackborow

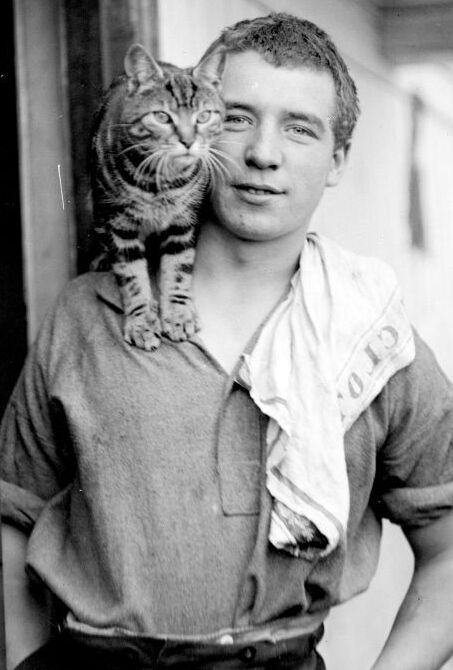
Perce Blackborow

Perce Blackborow, ook Perce Blackborrow (Newport, 8 april 1894 - 8 januari 1949) was een Brits zeeman. Hij ging als verstekeling mee met de Endurance-expeditie, een Britse expeditie naar Antarctica onder leiding van Ernest Shackleton.
Blackborow was samen met zijn vriend William Bakewell in Buenos Aires op zoek naar werk. Bakewell werd aangenomen op de Endurance, maar Blackborow werd geweigerd omdat hij door Shackleton te jong en te onervaren werd bevonden. Met hulp van Bakewell en Walter How wist hij toch aan boord te komen, waar hij zich verstopte in een bergplaats.. Bakewell en How voorzagen hem van voedsel. Op drie dagen van South Georgia werd Blackborow ontdekt. Nadat hij eerst van Shackleton een zware berisping had gekregen, werd hij uiteindelijk toch als bemanningslid aangenomen. Hij bewees zich vervolgens zeer verdienstelijk als steward.
Nadat de bemanning van de Endurance schipbreuk had geleden en op Elephanteiland was beland, vertoonde Blackborow zware onderkoelingsverschijnselen. Alle tenen van zijn linkervoet hadden gangreen en werden kort daarna afgezet door de twee chirurgen die met de expeditie waren meegegaan, James McIlroy en Alexander Macklin, nadat Shackleton hulp was gaan zoeken. Eenmaal teruggekomen in Newport kreeg Blackborow de bronzen Polar Medal uitgereikt.
Blackborow overleed op 54-jarige leeftijd aan de gevolgen van een chronische bronchitis en hartproblemen.